# 霍克 (政治人物)
霍克（1961年8月—），河北易县人，毕业于中国人民解放军南京政治学院新闻系，曾任北京军区某部技术员、干事、教员，北京军区政治部战友报社记者、编辑。此后进入中共中央办公厅秘书局工作，曾担任副处长、处长、副局长、局长。2014年12月16日出任国家旅游局副局长、党组成员。霍克也是中共十八大代表。

## 生平
1961年8月，霍克出生在河北省易县。霍克曾在中国人民解放军南京政治学院新闻系学习。1976年12月，霍克参加工作，1983年6月加入中国共产党，之后长期在北京军区工作。曾担任中共中央办公厅秘书局局长。2014年12月16日，霍克被任命为国家旅游局副局长。
2015年1月16日因涉嫌严重违纪违法被中纪委调查。2015年8月12日被开除党籍和公职（簡稱“双开”），移送司法机关。
檢察機關稱霍克被雙開的理由，除了行賄受賄等常見問題，還涉嫌泄露党和国家秘密。此外，霍克还存在干扰、妨碍组织审查的行为。
有媒体报道，霍克是令计划下属12年，令计划9年中共中央办公厅副主任、5年中共中央办公厅主任，霍克一直是其下属。